# Plaatsmolen (Oedelem)
De Plaatsmolen (ook: Plaetsmolen, Huddersmolen of Molen van Praet) is een windmolenrestant in de tot de West-Vlaamse gemeente Beernem behorende plaats Oedelem, gelegen aan Bruggestraat 77.
Het is het restant van de ronde stenen molen van het type beltmolen, die fungeerde als korenmolen.

## Geschiedenis
In 1561 werd al melding gemaakt van een standerdmolen op deze plaats. Het was de banmolen van de familie Praet, die huisde op Kasteel ten Torre. De Ferrariskaarten (1770-1778) spreken van den platse molen.
In 1868 werd de standerdmolen vervangen door een ronde stenen beltmolen. In 1889 werd een stoommachine geplaatst, maar er werd tevens nog op de wind gemalen tot 1914. Toen werd het gevlucht verwijderd en vond het maalbedrijf nog uitsluitend met stoomkracht plaats. Tijdens de bombardementen door de Duitsers van 26 mei 1940 werden brandbommen op Oedelem gegooid. De molen, waarin veel mensen een schuilplaats hadden gevonden, bleef door toeval gespaard.
Niet lang na 1948 werd de kap van de molen verwijderd en later werd de romp ingekort.
In 2005 werden de gebouwen rond de molen gesloopt, de romp werd gerestaureerd en geïntegreerd in een nieuwe feestzaal.
- Inventaris van het Bouwkundig Erfgoed (Vlaanderen): 89193